# Pnigalio katonis
Pnigalio katonis är en stekelart som först beskrevs av Ishii 1953.  Pnigalio katonis ingår i släktet Pnigalio och familjen finglanssteklar. Inga underarter finns listade i Catalogue of Life.